# Seznam osebnosti iz Občine Zreče
Seznam osebnosti iz Občine Zreče vsebuje osebnosti, ki so se tu rodile, delovale ali umrle.
Občina Zreče ima 27 naselij: Bezovje nad Zrečami, Boharina, Bukovlje, Dobrovlje, Čretvež, Črešnova, Gorenje pri Zrečah, Gornja vas, Gračič, Koroška vas na Pohorju, Križevec, Lipa, Loška Gora pri Zrečah, Mala Gora, Osredek pri Zrečah, Padeški vrh, Planina na Pohorju, Polajna, Radana vas, Resnik, Rogla, Skomarje, Spodnje Stranice, Stranice, Zabork, Zreče.

## Religija
- Jurij Andrej Kronabetvogl (1658, Zreče – 1722, Gradec), duhovnik, arhidiakon
- Josip Pirkmayr (1810, Ljubljana – 1873, Zabukovje nad Sevnico), pisec, duhovnik, kaplan v Zrečah.
- Janez Arlič (1812, Nova Cerkev – 1879, Prihova), pesnik, duhovnik (v Zrečah 1862–1870)
- Lavoslav Gregorec (1839, Destrnik – 1924, Nova Cerkev), politik, duhovnik, kanonik, kaplan v Zrečah
- Matija Karba (1852, Babinci – 1930, Zreče), duhovnik

## Umetnost in kultura
- Jurij Vodovnik (1791, Skomarje – 1858, Skomarje), bukovnik, pesnik, ljudski pevec, organist
- Jožef Vrenko (1809, Frankolovo – 1891, Frankolovo), podobar, njegova dela v cerkvi na Brinjevi gori nad Zrečami
- Matija Bradaška (1852, Lučine – 1915, Kranj), slikar, rezbar, fotograf, avtor fresk v cerkvi na Brinjevi gori nad Zrečami
- Franjo Kozelj (1919, Gradišče – 1999, Ljubljana), glasbenik, železničar, pesnik, pisatelj, šef železniške postaje Zreče (1958–1962), ustanovitelj ansambla Zreški kovači v Zrečah (1958–1963)
- Dušan Voglar (1936, Gorenje pri Zreče –), urednik, literarni zgodovinar, prevajalec, dramaturg, leksikograf
- Dušan Tršar (1937, Planina –), kipar, udeleženec kiparskega simpozija v Zrečah (1975)
- Milanka Lange Lipovec (1945, ? –), profesorica, prevajalka, živi v Zrečah
- Jože Ekart (1946, Prepolje –), pevec, komponist, pisec besedil, soustanovitelj ansambla Ekart, radijski in televizijski voditelj, prejemnik Vodnikove nagrade (2018, podelila Občina Zreče in Društvo pesnikov slovenske glasbe)
- Martin Mrzdovnik (?, Zreče –), predsednik kulturno-umetniškega društva Vladko Mohorič Zreče, ljubiteljski zgodovinar, glasnik kulturne dediščine, avtor knjig

## Znanost in šolstvo
- Janez Koprivnik (1849, Gorenje pri Zrečah – 1912, Maribor), učitelj, publicist, pisatelj
- Karel Avgust Redlich (1869, Brno – 1942, Praga), geolog, preučeval premogišča v okolici Zreč
- Ljubo Žlebnik (1929, Pesnica pri Mariboru –), geolog, izdelal geološko karto za nahajališča premoga v Zrečah
- Filip Koderman (1834, Apače – 1916, Bočna), učitelj, nadučitelj, organist, župan, častni občan, učiteljeval v Zrečah (1854–1859)
- Mateja Pučnik (1974, Zreče –), geografinja, zgodovinarka, političarka

## Razno
- Ivan Vurnik (1884, Radovljica – 1971, Radovljica), arhitekt, urbanist, izvedel urbanistični načrt za Zreče (1956)
- Walter Mach (1888, Schattbach pri Špitalu ob Dravi - ?), strojni inženir, monografija Milko Bremec in Walter Mach - graditelja kovaške industrije na Slovenskem (Lokovec - Muta - Zreče)
- Milko Bremec (1890, Ljubljana – 1971, Ljubljana), inženir strojništva, inovator, projektant, začetnik slovenskega industrijskega kovaštva, monografija Milko Bremec in Walter Mach – graditelja kovaške industrije na Slovenskem (Lokovec - Muta - Zreče)
- Hermina Seničar (1905, Bukovlje – 1963, ?), partizanka
- Andrej Cetinski (1921, Banja Loka – 1997, Ljubljana), vojaški poveljnik, generalmajor, komandant Zidaniške brigade pri napadu na nemško oporišče v Zrečah (1944)
- Vladimir Čadež (1922, Ljubljana – 1994, Ljubljana), gradbenik, zaposlen kot delegat Izvršnega sveta za prevzem in obnovo štajerske železoindustrijske družbe v Zrečah (1945–1947)
- Lovro Polančič (1923, Libeliče – 1945, Stranice pri Frankolovem), partizan, športnik, glasbenik
- Gojko Bervar (1946, Zreče –), novinar
- Vinko Gorenak (1955, Boharina pri Zrečah -), politik
- Boris Podvršnik (1963, Maribor –), župan, obiskoval OŠ v Zrečah, župan Občine Zreče (2006–), dobitnik srebrnega grba Občine Zreče